# Iwan Łarin
Iwan Jemieljanowicz Łarin (ros. Иван Емельянович Ларин, ur. 5 lutego 1890 we wsi Wanino w guberni riazańskiej, zm. 3 sierpnia 1980 w obwodzie moskiewskim) – radziecki działacz państwowy.

## Życiorys
Uczył się w szkole rzemieślniczej i studiował we Wszechzwiązkowej Akademii Planowej, pracował jako technik budowlany w radiostacji pietropawłowskiej, 1916-1917 służył w rosyjskiej armii. W 1917 wstąpił do SDPRR(b), od grudnia 1917 do 1918 był przewodniczącym Pietropawłowskiej Rady Miejskiej, od marca do lipca 1918 i ponownie od czerwca do grudnia 1920 przewodniczącym Komitetu Wykonawczego Kamczackiej Rady Obwododwej. Od grudnia 1920 do 18 listopada 1921 był przewodniczącym Kamczackiego Obwodowego Komitetu Ludowo-Rewolucyjnego, od listopada 1922 do kwietnia 1926 zastępcą przewodniczącego kamczackiego gubernialnego komitetu rewolucyjnego, oraz przewodniczącym kamczackiej gubernialnej komisji kontrolnej RKP(b), kamczackiej gubernialnej komisji planowania i kamczackiego gubernialnego komitetu chłopskiego. Od kwietnia 1926 do sierpnia 1928 był zastępcą przewodniczącego kamczackiego okręgowego komitetu rewolucyjnego, 1926 przewodniczącym Pietropawłowskiej Rady Miejskiej, od sierpnia 1928 do 1931 zastępcą przewodniczącego Komitetu Wykonawczego Kamczackiej Rady Okręgowej i jednocześnie 1928-1929 ponownie przewodniczącym Pietropawłowskiej Rady Miejskiej, później pracował w Karelskiej ASRR i Komijskiej ASRR oraz w rezerwacie w Krasnojarsku. W Pietropawłowsku Kamczackim jego imieniem nazwano ulicę.